# Carmen Rizzo
Carmen Rizzo – amerykański producent muzyczny i inżynier, zajmujący się miksowaniem, remiksowaniem oraz programowaniem dźwięku. Pracował m.in. z Alanis Morissette, Sealem, Coldplay, Cirque du Soleil, Paulem Oakenfoldem czy Jem. Zapraszając innych muzyków i wokalistów, nagrał swój własny album pt. The lost art of the idle moment. Dwukrotnie nominowany do nagrody Grammy.  Wespół z Azam Ali i  Raminem Logą Torkianem tworzy zespół Niyaz.